# Finestrat
Finestrat es un municipio de la Comunidad Valenciana, España. Situado en la provincia de Alicante, en la comarca de la Marina Baja, forma una conurbación con Benidorm. Cuenta con 7909 habitantes (INE 2022).

## Geografía

Localización de Finestrat respecto a la Marina Baja

Finestrat se encuentra a sólo 8 minutos de Benidorm y a 50 kilómetros del aeropuerto de Alicante-Elche. Por carretera se accede a través de la autopista AP-7, por las salidas 65-A. Desde allí, una carretera local en buen estado, conecta con la localidad en pocos minutos. También se puede acceder directamente desde la nacional N-332.
Aunque el casco histórico se encuentra en el interior, el término municipal cuenta con unos 267 metros de costa, desde la Punta del Tossal a la desembocadura del Barranco de la Cachola, en la cual se encuentra la llamada Cala de Finestrat; se trata de uno de los municipios de España con una salida al mar más pequeña. Esta playa de la Cala de Finestrat limita con los términos municipales de Villajoyosa, al suroeste, y de Benidorm, al noreste.
En su término municipal se encuentra la mítica montaña del Puig Campana, cuya cima alcanza los 1410 m s. n. m. El parque temático de Terra Mítica ocupa también parte de los 42,25 km² del municipio.

### Localidades limítrofes
Limita con los términos municipales de Benidorm, Benimantell, Orcheta, Polop de la Marina, Sella y Villajoyosa.

## Historia
Aunque existe un yacimiento íbero, este ha sido destruido, limitando el conocimiento del asentamiento.
Los piratas berberiscos atacaban las costas del Mediterráneo incendiando casas y llevándose como esclavos a sus habitantes. Éste es el origen de las torres-vigía que recorren la costa alicantina y el motivo de que Finestrat posea un segmento de litoral, conocido como La Cala, ya que le dieron estas tierras por contribuir a la defensa del litoral.
Este hecho histórico, junto a su proximidad a la impresionante mole maciza del Puig Campana, dotan de singularidad a la tranquila villa de Finestrat. De ahí que se defina a sí misma como "Mar y montaña". Hoy en día es una ciudad que combina la agricultura con los servicios y el turismo.

## Geografía humana

### Demografía
Cuenta con una población de 9352 habitantes (INE 2024).
| Gráfica de evolución demográfica de Finestrat entre 1842 y 2021                                                       |
| |
| Población de derecho según los censos de población del INE. Población de hecho según los censos de población del INE. |

| Nacionalidad | Hombres | Mujeres | Total | %     | Proporción |
| ------------ | ------- | ------- | ----- | ----- | ---------- |
| Española     | 2346    | 2109    | 4455  | 56.3% |            |
| Extranjera   | 1713    | 1741    | 3454  | 43.6% |            |

| País                 | Hombres | Mujeres | Total | %     | Proporción |
| -------------------- | ------- | ------- | ----- | ----- | ---------- |
| Rusia                | 244     | 340     | 584   | 16.9% |            |
| Reino Unido          | 272     | 277     | 549   | 15.9% |            |
| Rumania              | 110     | 105     | 215   | 6.2%  |            |
| Italia               | 79      | 64      | 143   | 4.1%  |            |
| Ucrania              | 69      | 69      | 138   | 4.0%  |            |
| Marruecos            | 66      | 48      | 114   | 3.3%  |            |
| Francia              | 58      | 55      | 113   | 3.3%  |            |
| Alemania             | 41      | 58      | 99    | 2.9%  |            |
| Bulgaria             | 48      | 46      | 94    | 2.7%  |            |
| Argentina            | 40      | 37      | 77    | 2.2%  |            |
| Argelia              | 38      | 33      | 71    | 2.1%  |            |
| Colombia             | 30      | 35      | 65    | 1.9%  |            |
| China                | 25      | 16      | 41    | 1.2%  |            |
| Polonia              | 21      | 15      | 36    | 1.0%  |            |
| Portugal             | 21      | 15      | 36    | 1.0%  |            |
| Venezuela            | 12      | 23      | 35    | 1.0%  |            |
| Brasil               | 14      | 16      | 30    | 0.8%  |            |
| Cuba                 | 14      | 11      | 25    | 0.7%  |            |
| Pakistán             | 7       | 9       | 16    | 0.4%  |            |
| Uruguay              | 9       | 6       | 15    | 0.4%  |            |
| Ecuador              | 6       | 6       | 12    | 0.3%  |            |
| Bolivia              | 6       | 5       | 11    | 0.3%  |            |
| República Dominicana | 6       | 3       | 9     | 0.2%  |            |
| Perú                 | 2       | 6       | 8     | 0.2%  |            |
| Chile                | 3       | 4       | 7     | 0.2%  |            |
| Nigeria              | 1       | 2       | 3     | 0.08% |            |
| Paraguay             | 1       | 2       | 3     | 0.08% |            |
| Senegal              | 1       | 0       | 1     | 0.02% |            |

| Población | 2354 | 2135 | 1836 | 1426 | 1488 | 1289 | 1178 | 1138 | 974 | 1314 | 2169 | 4172 | 4945 | 5844 | 6932 | 6090 | 7103 |

### Economía
A lo largo de la historia, Finestrat ha basado su economía en la agricultura, con el cultivo de almendros, olivos y naranjos. En 1980 el municipio descubrió su gran potencial turístico y comercial, y convirtió sus encantos en un incentivo más para su economía. Consciente de ello, el Ayuntamiento creó un polígono industrial moderno que atrae inversiones de empresas de toda la provincia y superficies comerciales. De hecho, en este mismo bulevar industrial y comercial se puede encontrar uno de los Viveros de Empresas de la Cámara de Comercio de Alicante, infraestructura que permite a los emprendedores poner en marcha su negocio.
Por supuesto, como en todas las poblaciones cercanas a la costa, gran parte de la actividad económica, en estos últimos años, ha sido la construcción y desarrollo de diversas urbanizaciones, en la zona comprendida entre la playa y el núcleo tradicional del municipio. También empieza a servir como ciudad de residencia de los trabajadores del área de Benidorm-Alfaz del Pi-Altea-Villajoyosa.

## Política
| Periodo   | Nombre                      | Partido   |
| --------- | --------------------------- | --------- |
| 1979-1983 | Manuel Climent Llinares     | PSPV-PSOE |
| 1983-1987 | José Miguel Llorca Llinares | PSPV-PSOE |
| 1987-1991 | José Miguel Llorca Llinares | PSPV-PSOE |
| 1991-1995 | José Miguel Llorca Llinares | PSPV-PSOE |
| 1995-1999 | José Miguel Llorca Llinares | PSPV-PSOE |
| 1999-2003 | José Miguel Llorca Llinares | PSPV-PSOE |
| 2003-2007 | José Miguel Llorca Llinares | PSPV-PSOE |
| 2007-2011 | Honorato Algado Martínez    | PP        |
| 2011-2015 | Honorato Algado Martínez    | PP        |
| 2015-2019 | Juan Francisco Pérez Llorca | PP        |
| 2019-2023 | Juan Francisco Pérez Llorca | PP        |
| 2023-act. | Juan Francisco Pérez Llorca | PP        |

## Monumentos

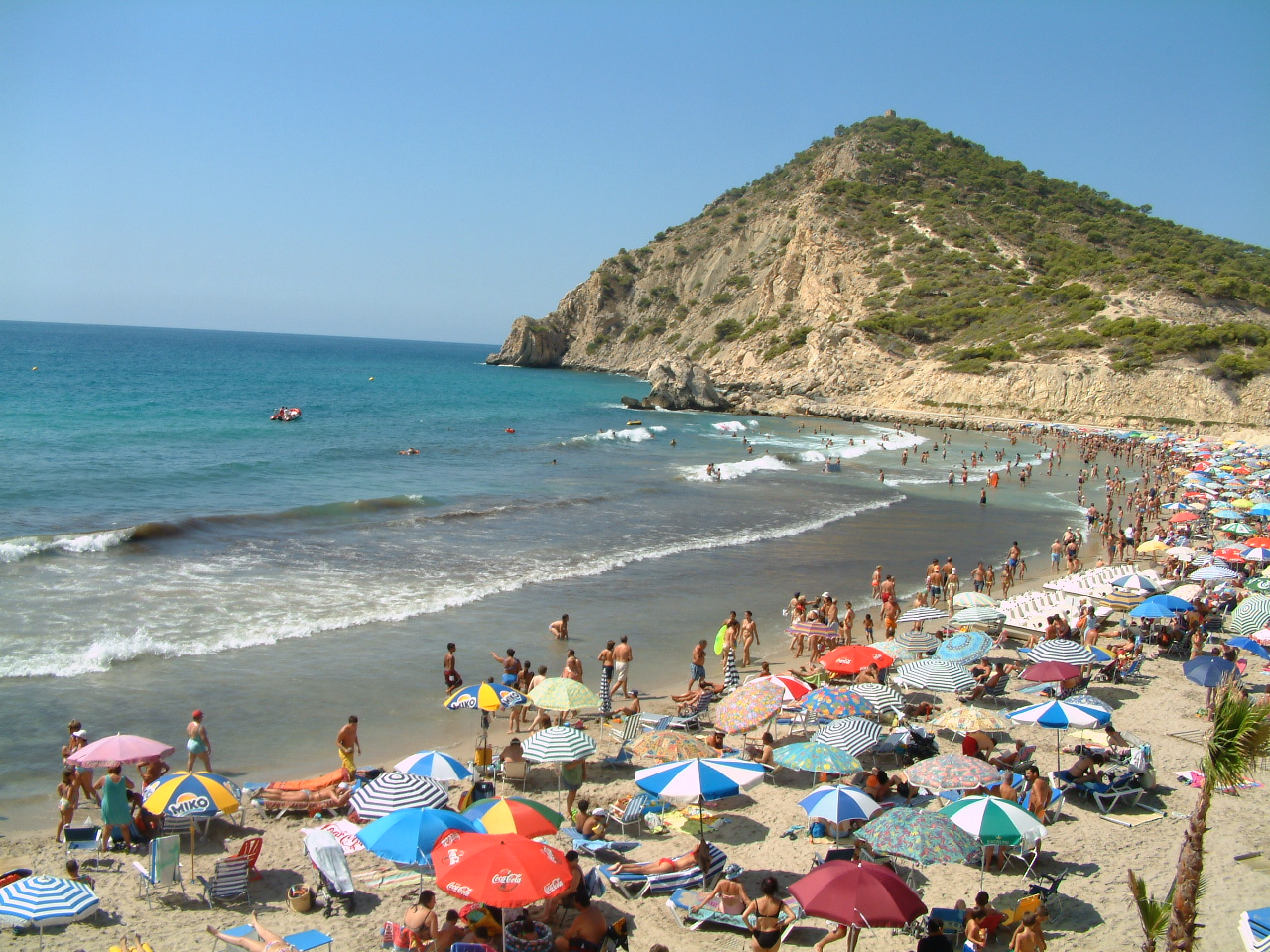
La Cala de Finestrat.

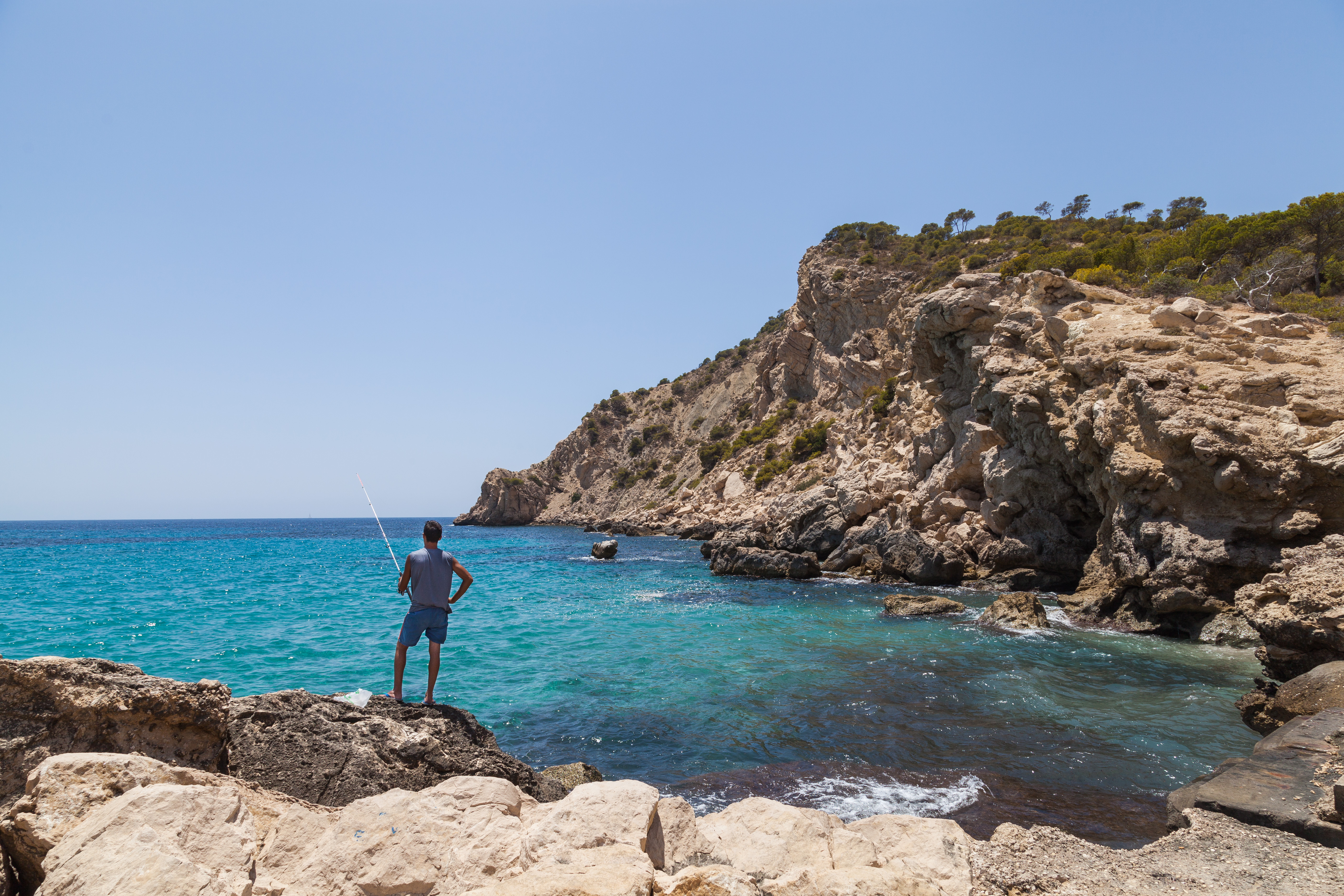
Otra vista de la cala.

Finestrat ha acogido numerosas culturas a lo largo de su historia. Su cercanía a la costa y a las vías de comunicación del litoral le ha supuesto ser un polo de atracción para el asentamiento de las distintas civilizaciones del Mediterráneo, así como otras provenientes del centro y el norte del continente europeo. Todas las civilizaciones antiguas han dejado su huella en este pueblo que crece mirando al mar. Por ello, a cada paso, en cada rincón, en cada calle y en cada casa se puede observar la herencia de sus antepasados.
- Casco histórico. Finestrat es uno de los pueblos de la Costa Blanca con mayor encanto, donde se ha respetado la estructura tradicional de casas, colgadas sobre la peña de yesos, a espaldas de la mole del Puig Campana y con la vista fija al mar. El casco histórico de Finestrat está edificado sobre los cimientos de un antiguo castillo árabe que, desde 1924, ocupa la ermita del Santísimo Cristo del Remedio, cercada por el emblemático mirador del Castillo. Pasear por su enrevesadas calles de origen claramente morisco es un auténtico placer. Entre el carrer Hostal y el de San Miguel el visitante acabará con sus pasos en la pequeña plaza de la Torreta, que se abigarra bajo la estructura de la Iglesia Parroquial de Sant Bertomeu (1751), un templo que vibra durante sus fiestas mayores, el 24 de agosto, y en la romería de Sant Blai, el 3 de febrero.

- Casas colgantes: es una de las imágenes más características de esta localidad pues es lo primero que se observa a su llegada desde Benidorm o Villajoyosa. Las fachadas meridionales de estas viviendas están literalmente colgadas sobre el cerro donde se asienta el núcleo urbano de Finestrat, lo que proporciona una imagen característica al casco histórico.

- Plaza del Pueblo: centro neurálgico del casco histórico y punto de unión del Carrer Nou y el carrer Major. La fachada de la Iglesia que da a esta plaza luce en la actualidad un mural realizado por los alumnos de la facultad de Bellas Artes de Altea en el marco del certamen "Espai d'Art" (Espacio de Arte), que organiza el Ayuntamiento de Finestrat y la Universidad Miguel Hernández.

- Iglesia Parroquial de San Bartolomé de Finestrat (1751). Construida extramuros, según reza su orden de fábrica, la iglesia parroquial de Finestrat se consagró el 24 de agosto de 1751 en honor de Sant Bertomeu, patrón de la localidad. Su construcción debió comenzar a mediados del siglo XVII, a tenor de las cerámicas recuperadas en la cripta de la iglesia, fechables en torno a esta centuria. De estilo barroco, su fachada es lisa y austera, influida por los primeros compases de un todavía incipiente neoclasicismo.

- Plaza de la Torreta: en el corazón del casco urbano, su construcción debió realizarse a mediados del siglo XVIII, pues parece haberse construido para facilitar la entrada a la iglesia. Su nombre indica la existencia de al menos una pequeña torre o recinto en esa misma ubicación.

- El Castell (El Castillo): En la zona más alta del pueblo se encuentra el recinto denominado "Castell", fortificado de época almohade que aparece en numerosos documentos fechados en el siglo XIII, y conquistado por Jaime I. En la actualidad no se pueden observar construcciones que puedan relacionarse con el castillo islámico, pues ha sufrido varias transformaciones a lo largo de los siglos. No obstante, los restos del castillo se mantienen en el subsuelo, y lo que se ha preservado es la visibilidad del enclave defensivo: un mirador desde donde se puede observar la línea de la costa hasta la ciudad de Alicante.

- La Ermita del Santísimo Cristo del Remedio: Esta ermita se encuentra en el mismo recinto que el Castillo, donde los textos hablan de la existencia de una pequeña iglesia erigida tras la conquista por las tropas cristianas. En su origen fue una modesta capilla que constituía la última estación de un Vía Crucis, donde se custodiaba una imagen del Cristo Crucificado que se trasladó desde la iglesia. En 1925 se construyó esta pequeña ermita con ciertos destellos modernistas en su fachada y en la sencillez de su alzado.

- La Torre: Declarada Bien de Interés Cultural, se encuentra en una zona cercana al núcleo urbano. Un recinto fortificado de época almohade fechado hacia el siglo XII. Debió alcanzar una altura considerable, en torno a los 10 metros, y posiblemente tuvo una importancia vital en la defensa de sus habitantes.

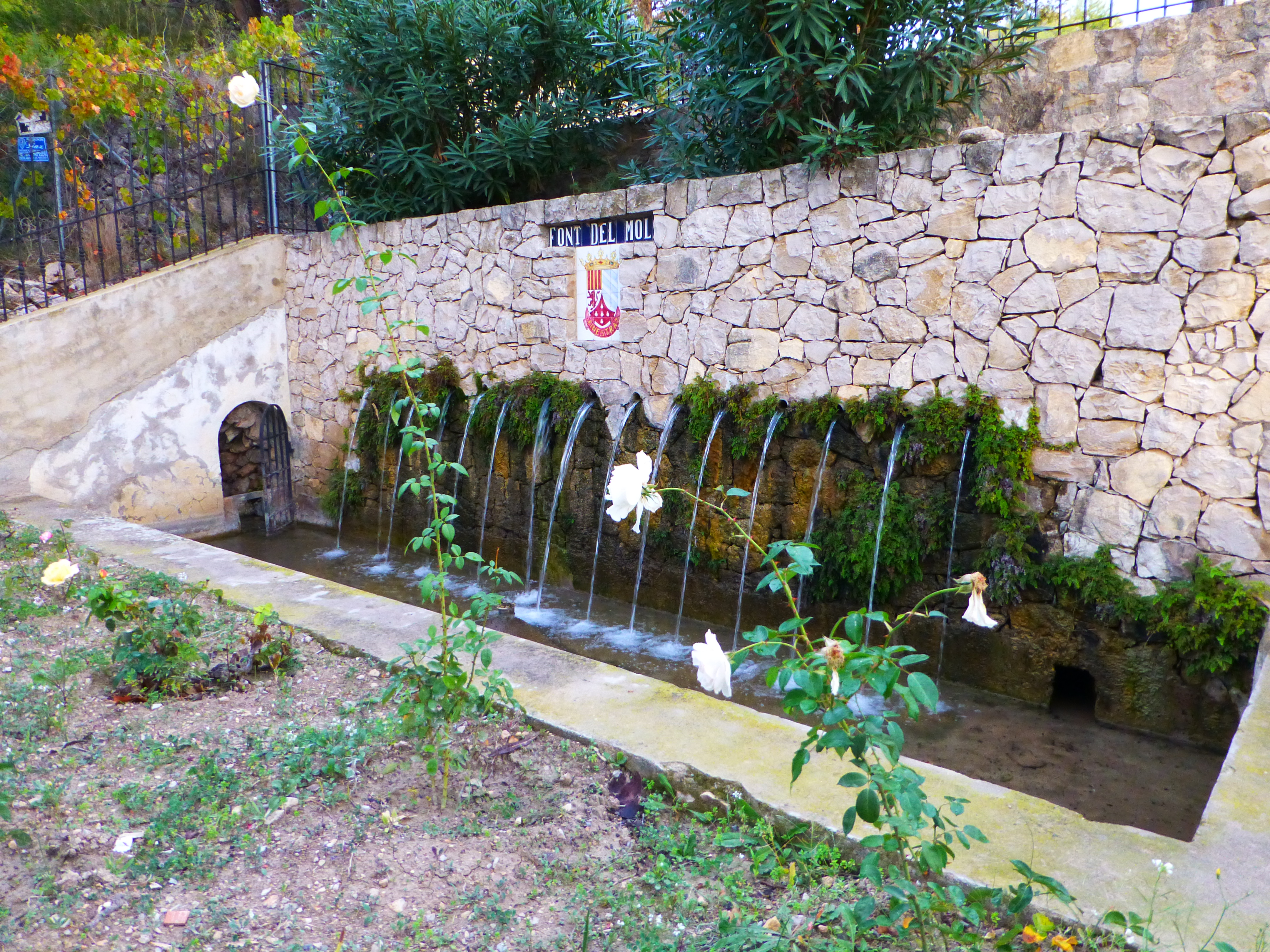
Font del Molí.

- La Font del Molí: Es la fuente más importante del término municipal de Finestrat. Las primeras ordenanzas que se conocen para la regulación de sus aguas datan de 1851, aunque hoy en día se rige por las ordenanzas establecidas en 1926. La Fuente del Molino tiene 15 caños, siendo el central mayor que el resto, y proporciona un caudal de 20 litros por segundo, según la media establecida en los últimos años.

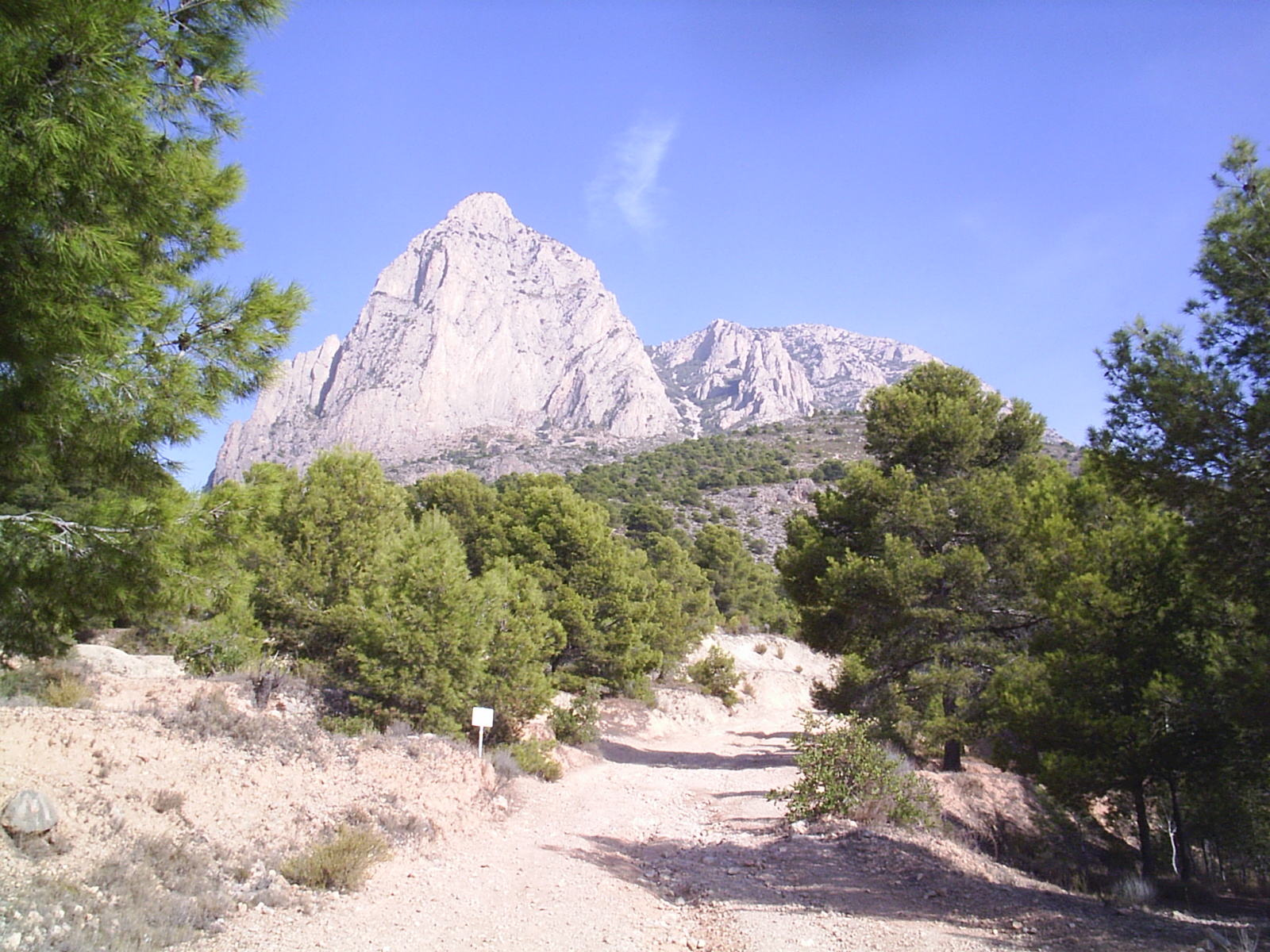
Puig Campana.

- Puig Campana: Con 1410 m de altura, su cercanía a la costa y sus peculiares formas, el Puig Campana es uno de los puntos más emblemáticos de la Costa Blanca. En el Pico Campana, espacio natural protegido, encontraremos el lugar idóneo para disfrutar de la naturaleza en su estado más puro. Tanto caminantes, aventureros y escaladores como simplemente aquellos que gusten de contemplar esta preciosa montaña tienen en el monte Campana todo un referente de la costa levantina.

- Castellets: emblemática cresta rocosa entre Finestrat y el barranco "del Xarquer" donde es posible realizar senderismo y escalada. Muy cerca se sitúa el "Mas de Sacarest" por donde se puede llegar hasta el municipio de Sella, bien a pie, bien en bicicleta de montaña.

## Fiestas
- Fiestas Patronales: Estas fiestas se celebran desde hace más de cien años alrededor del 24 de agosto, día en el que se conmemora San Bartolomé, patrono de Finestrat. También están dedicadas al Santísimo Cristo del Remedio, que se venera en su ermita ubicada en el "Castell". Entre los principales actos destacan el repliegue a barracas ("replegà de barraques"), las "despertàs", "la poalà" el desfile del humor con disfraces, los actos pirotécnicos ("mascletàs", "cordàs", "correfocs") y los actos religiosos (ofrenda de flores y bajada del Cristo desde la Ermita a la Iglesia...).

- Fiestas de la Cala en Honor al Turista: La Cala de Finestrat celebra en la segunda semana de septiembre las fiestas en honor al turista. Finalizada la temporada estival, visitantes y residentes se reúnen para disfrutar de los castillos de fuegos artificiales, actividades infantiles y deportivas, verbenas, pasacalles y bailes de disfraces que llenan las calles de nuestra preciosa zona costera. El inigualable paraje de La Cala sirve como marco ideal para el disfrute y convivencia de todos aquellos que quieran participar en estas jornadas festivas junto al mar y con una climatología privilegiada.

- San Antonio Abad (mediados de enero): Una de las más viejas tradiciones de Finestrat (la cría del cerdo para la fiesta) se conserva gracias a la celebración de San Antonio Abad. Antiguamente los jóvenes de la localidad recorrían las calles del municipio casa por casa, una semana antes del 17 de enero, recolectando comida para la fiesta, por lo que cada familia tenía que donar algún rico manjar. La fiesta de San Antonio mantiene la tradición al recorrer los jóvenes el pueblo paseando al cerdo y recogiendo las donaciones de los vecinos, casa por casa. Como punto final, se realiza una subasta del material recolectado y se rifa al cerdo entre todos los asistentes.

- San Blas (mediados de febrero): Esta fiesta ocupa un sitio tan relevante como la celebración que la precede, San Antonio Abad, pero con ciertas peculiaridades. Algunas manifestaciones que se daban antiguamente en esta fiesta eran tan originales como el sorteo de la arra, un pastel hecho de bizcocho que unos niños llevan durante toda la “ronda”, mientras los mayorales venden números para el sorteo. En la actualidad, los vecinos de Finestrat y visitantes acuden a la Fuente del Molino, un entorno natural privilegiado, para disfrutar en convivencia y comer manjares tradicionales.

- El día de la Ereta (Semana Santa): La tradición marca que cada lunes de Pascua, en el lugar donde el alcalde decidía, se colocaban los tenderetes del turrón y los novios acostumbraban a merendar juntos. La novia llevaba la “mona” y el novio le hacía la “pesada”, que consistía en comprarle turrón, peladillas u otros dulces, de acuerdo con las posibilidades de cada uno. El hecho de subir a la “Font del Molí” a comer la “mona” de Pascua se ha convertido en una fecha fija e ineludible para nuestros ciudadanos de Finestrat, un día de alegría y convivencia en un paraje privilegiado para disfrutar de los mejores productos de la zona.

- Noche de San Juan (23 a 24 de junio): El solsticio de verano llega al Mediterráneo cargado de simbología, magia, fiesta, música, danza y fuego, sobre todo fuego. En Finestrat es la playa de la Cala la que acoge los actos populares, centrados en el ancestral rito de la purificación, cuyos elementos esenciales son el fuego y el agua. Los jóvenes encienden hogueras sobre la arena, junto al mar, y posteriormente dan saltos sobre ellas. La fiesta se combina con bailes en grupo, degustación gastronómica y, como marca la tradición, con un baño en las aguas que esa madrugada del 24 de junio tiene unas cualidades especiales. La música y los fuegos artificiales amenizan la velada.

## Gastronomía
Algunos de sus platos más conocidos son: Arroz con judías y acelgas, conocido como arròs amb fesols i naps, Coca girada (especie de empanada de pasta de harina de trigo escalfada, que contiene en su interior verdura, embutido, pescado y salazones), Coca boba, Tarongetes (especie de pelotas de carne con harina de maíz que se cuecen una vez condimentadas y ligadas con huevo con caldo de puchero).